# Hội Nông dân Việt Nam
Hội Nông dân Việt Nam (tên cũ: Hội Liên hiệp Nông dân tập thể Việt Nam trước 1991) là tổ chức chính trị - xã hội của giai cấp nông dân do Đảng Cộng sản Việt Nam lãnh đạo và là thành viên của Mặt trận Tổ quốc Việt Nam; cơ sở chính trị của Nhà nước Cộng hoà xã hội chủ nghĩa Việt Nam. Chủ tịch Hội Nông dân hiện nay là ông Lương Quốc Đoàn (nguyên Phó Chủ tịch Thường trực Trung ương Hội Nông dân Việt Nam).

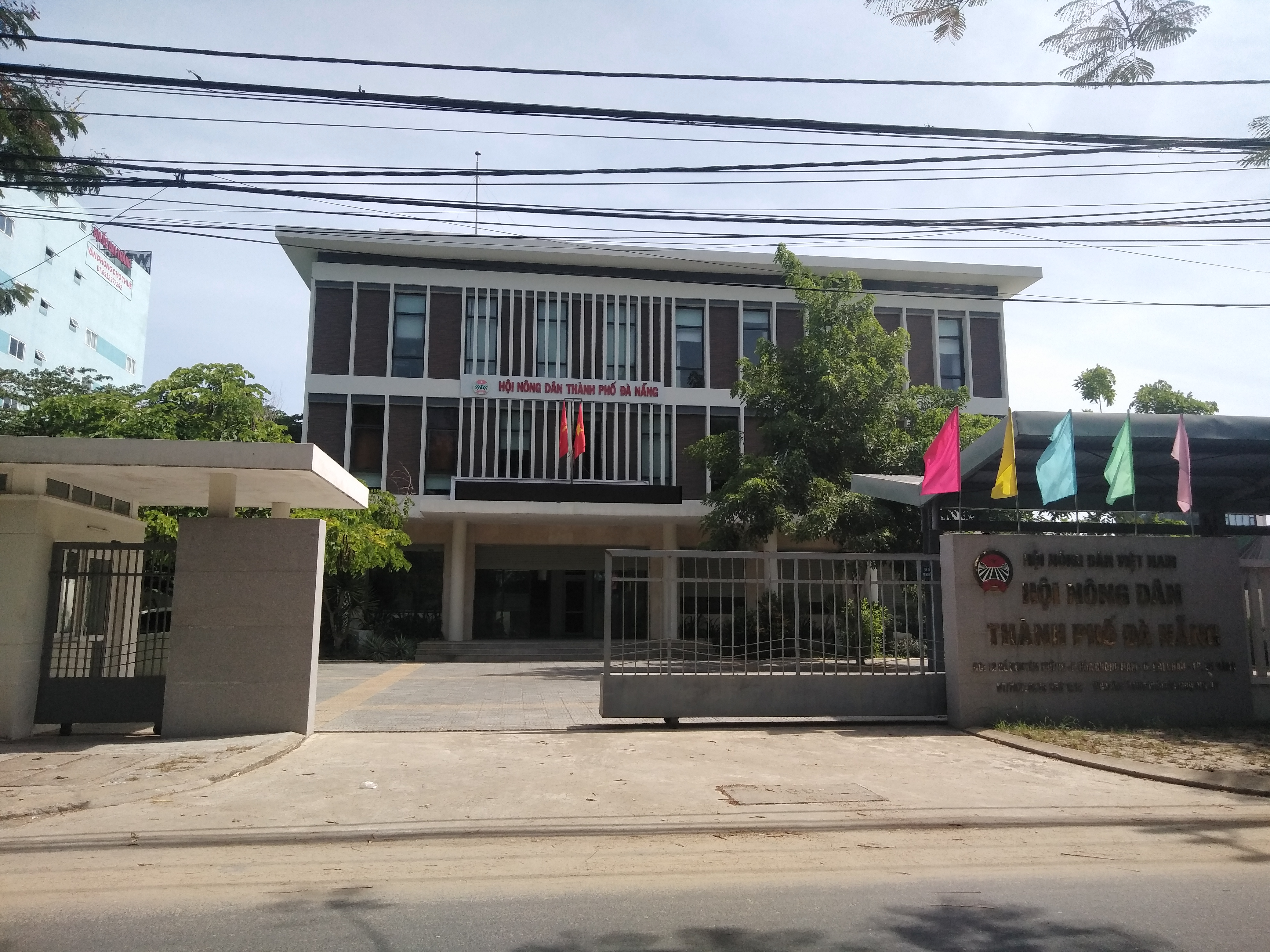
Hội Nông dân Thành phố Đà Nẵng.

## Lịch sử
Tháng 10/1930, Hội nghị Trung ương Đảng thông qua Nghị quyết về việc thành lập Tổng Nông hội Đông Dương (tên gọi đầu tiên của Hội Nông dân Việt Nam ngày nay).
Ngày 06/8/1949, Ban Chấp hành Trung ương Đảng đã ra Nghị quyết số 02 – NQ/TW về việc thành lập Ban Nông vận Trung ương, gồm 6 người: Hồ Viết Thắng - Ủy viên Trung ương Đảng làm Trưởng ban, Nguyễn Hữu Thái, Nguyễn Mạnh Hồng, Phạm Xuân Di, Trương Việt Hùng, Trần Đào.
Ngày 16/4/1951 Ban Chấp hành Trung ương Đảng ban hành Nghị quyết số 09 – NQ/TW về "Thành lập các ban và tiểu ban giúp việc", trong đó có Tiểu ban Nông vận gồm có 8 thành viên: Hồ Viết Thắng (Trưởng ban), Trương Việt Hùng, Nguyễn Hữu Thái, Trần Đức Thịnh, Phạm Xuân Dy, Nguyễn Mạnh Hồng, Nguyễn Ca, Trần Đào.
Ngày 21/4/1961, Hội Nông dân giải phóng miền Nam Việt Nam chính thức được thành lập và là thành viên của Mặt trận Dân tộc giải phóng miền Nam Việt Nam.
Ngày 25/6/1977, Ban Bí thư ra Thông báo số 16 – TB/TW về việc thành lập Ban Trù bị Đại hội đại biểu nông dân tập thể Trung ương.
Ngày 25/6/1979, Ban Bí thư quyết định tách Ban trù bị Đại hội đại biểu nông dân tập thể Trung ương (nằm trong Ban Nông nghiệp Trung ương) thành một cơ quan thuộc hệ thống các đoàn thể quần chúng và dưới sự chỉ đạo trực tiếp của Ban Bí thư.
Ban Trù bị Đại hội đại biểu nông dân tập thể Trung ương (thực chất là một bộ phận của Ban Nông nghiệp Trung ương, do Ban Nông nghiệp chỉ đạo) nay lập thành một cơ quan độc lập có nhiệm vụ vừa thường xuyên chỉ đạo phong trào thực hiện những nhiệm vụ chính trị của Đảng, vừa giúp Ban Bí thư chuẩn bị Đại hội nông dân toàn quốc. Ban Bí thư chỉ định 3 thành viên: Ngô Duy Đông (Trưởng ban), Nguyễn Thành Thơ, Nguyễn Công Huế (Phó ban), Lê Du là Ủy viên.
Ngày 27/9/1979, Ban Bí thư ra Chỉ thị số 78 – CT/TƯ về việc tổ chức Hội Liên hiệp nông dân tập thể Việt Nam.
Ngày 01/3/1988, Ban Bí thư Trung ương Đảng đã ra Quyết định số 42 – QĐ/TƯ về việc đổi tên Hội Liên hiệp Nông dân tập thể Việt Nam thành Hội Nông dân Việt Nam.
Tại phiên họp ngày 17/01/1991, Bộ Chính trị đã đồng ý lấy ngày 14 tháng 10 năm 1930 làm ngày kỷ niệm thành lập Hội Nông dân Việt Nam (theo Tờ trình của Đảng đoàn, Ban Thường vụ Trung ương Hội Nông dân Việt Nam).

## Nhiệm vụ
Tuyên truyền, giáo dục cho cán bộ, hội viên, nông dân hiểu biết đường lối của Đảng; chính sách, pháp luật của Nhà nước; nghị quyết, chỉ thị của Hội, khơi dậy và phát huy truyền thống yêu nước, ý chí cách mạng, tinh thần tự lực, tự cường, lao động sáng tạo của nông dân.
Vận động, tập hợp và làm nòng cốt tổ chức các phong trào nông dân phát triển kinh tế, văn hoá, xã hội, quốc phòng, an ninh. Chăm lo đời sống và tinh thần của hội viên, nông dân.
Các cấp Hội là thành viên tích cực trong hệ thống chính trị thực hiện các chính sách, pháp luật, các chương trình phát triển kinh tế - xã hội của Nhà nước ở nông thôn. Hướng dẫn phát triển các hình thức kinh tế tập thể trong nông nghiệp. Tổ chức các hoạt động dịch vụ, tư vấn, hỗ trợ và dạy nghề giúp nông dân phát triển sản xuất, nâng cao đời sống, bảo vệ môi trường.
Đoàn kết, tập hợp đông đảo nông dân vào tổ chức Hội, phát triển và nâng cao chất lương hội viên. Xây dựng tổ chức Hội vững mạnh về mọi mặt; đào tạo, bồi dưỡng cán bộ Hội đáp ứng yêu cầu, nhiệm vụ thời kỳ công nghiệp hoá - hiện đại hoá đất nước.
Tham gia xây dựng Đảng, chính quyền trong sạch, vững mạnh. Tham gia giám sát và phản biện xã hội theo quy chế. Kịp thời phản ánh tâm tư nguyện vọng của nông dân với Đảng và Nhà nước; bảo vệ các quyền và lợi ích chính đáng, hợp pháp của hội viên, nông dân. Thực hiện Pháp lệnh Dân chủ cơ sở, giữ gìn đoàn kết trong nội bộ nông dân; góp phần xây dựng khối đại đoàn kết toàn dân, giữ vững an ninh chính trị, trật tự, an toàn xã hội; chống quan liêu, tham nhũng, lãng phí và các tệ nạn xã hội.
Mở rộng hoạt động đối ngoại theo quan điểm, đường lối của Đảng, tăng cường hợp tác, trao đổi, học tập kinh nghiệm, tiến bộ kho học, kỹ thuật, quảng bá hàng hoá nông sản, văn hoá Việt Nam với tổ chức nông dân, tổ chức quốc tế, các tổ chức chính phủ, các tổ chức phi chính phủ trong khu vực và trên thế giới.

## Lãnh dạo
| Năm                              | Chủ tịch             | Từ                   | Đến                  | Thời gian tại nhiệm  | Ngày sinh                         | Ngày mất                        | Ghi chú                                         |
| -------------------------------- | -------------------- | -------------------- | -------------------- | -------------------- | --------------------------------- | ------------------------------- | ----------------------------------------------- |
| Nhiệm kỳ Đại hội I (1988-1993)   | Phạm Bái             | 31 tháng 3 năm 1988  | 2 tháng 11 năm 1991  | 3 năm, 216 ngày      | 13 tháng 12 năm 1925              | 12 tháng 10 năm 2019            | Nghỉ hưu                                        |
| Nhiệm kỳ Đại hội I (1988-1993)   | Hoàng Hồng Thất      | 2 tháng 11 năm 1991  | 5 tháng 6 năm 1992   | 216 ngày             | ?                                 | ?                               | Đuợc Giao Quyền Chủ tịch tại Hội nghị lần thứ 6 |
| Nhiệm kỳ Đại hội I (1988-1993)   | Nguyễn Văn Chính     | 5 tháng 6 năm 1992   | 19 tháng 11 năm 1993 | 1 năm, 167 ngày      | 1 tháng 3 năm 1924                | 29 tháng 10 năm 2016            | Đuợc bầu tại Hội nghị lần thứ 7                 |
| Nhiệm kỳ Đại hội II (1993-1998)  | Nguyễn Văn Chính     | 5 tháng 6 năm 1992   | 19 tháng 11 năm 1993 | 1 năm, 167 ngày      | 1 tháng 3 năm 1924                | 29 tháng 10 năm 2016            | Chuyển công tác                                 |
| Nhiệm kỳ Đại hội II (1993-1998)  | Nguyễn Đức Triều     | 10 tháng 1 năm 1997  | 25 tháng 11 năm 2003 | 6 năm, 319 ngày      | 20 tháng 2 năm 1942               |                                 | Đuợc bầu tại Hội nghị lần thứ Năm               |
| Nhiệm kỳ Đại hội III (1998-2003) | Nguyễn Đức Triều     | 10 tháng 1 năm 1997  | 25 tháng 11 năm 2003 | 6 năm, 319 ngày      | 20 tháng 2 năm 1942               |                                 |                                                 |
| Nhiệm kỳ Đại hội IV (2003-2008)  | Vũ Ngọc Kỳ           | 25 tháng 11 năm 2003 | 22 tháng 12 năm 2008 | 5 năm, 27 ngày       | 12 tháng 1 năm 1946               | 31 tháng 7 năm 2008             |                                                 |
| Nhiệm kỳ Đại hội IV (2003-2008)  | Nguyễn Quốc Cường    | 22 tháng 12 năm 2008 | 22 tháng 4 năm 2016  | 7 năm, 122 ngày      | 6 tháng 5 năm 1952                |                                 | Đuợc bầu tại Hội nghị lần thứ 8                 |
| Nhiệm kỳ Đại hội V (2008-2013)   | Nguyễn Quốc Cường    | 22 tháng 12 năm 2008 | 22 tháng 4 năm 2016  | 7 năm, 122 ngày      | 6 tháng 5 năm 1952                |                                 |                                                 |
| Nhiệm kỳ Đại hội VI (2013-2018)  | Nguyễn Quốc Cường    | 22 tháng 12 năm 2008 | 22 tháng 4 năm 2016  | 7 năm, 122 ngày      | 6 tháng 5 năm 1952                |                                 |                                                 |
| Lại Xuân Môn                     | 22 tháng 4 năm 2016  | 27 tháng 12 năm 2017 | 1 năm, 249 ngày      | 29 tháng 11năm 1963  |                                   | Đuợc bầu tại Hội nghị lần thứ 8 |                                                 |
| Thào Xuân Sùng                   | 27 tháng 12 năm 2017 | 29 tháng 5 năm 2021  | 3 năm, 153 ngày      | 29 tháng 11năm 1958  |                                   | Phân công của Bộ Chính trị      |                                                 |
| Thào Xuân Sùng                   | 27 tháng 12 năm 2017 | 29 tháng 5 năm 2021  | 3 năm, 153 ngày      | 29 tháng 11năm 1958  | Nhiệm kỳ Đại hội VII (2018-2023)  |                                 |                                                 |
| Lương Quốc Đoàn                  | 29 tháng 5 năm 2021  | Đương nhiệm          | 4 năm, 7 ngày        | 21 tháng 12 năm 1970 |                                   | Phân công của Bộ Chính trị      |                                                 |
| Lương Quốc Đoàn                  | 29 tháng 5 năm 2021  | Đương nhiệm          | 4 năm, 7 ngày        | 21 tháng 12 năm 1970 | Nhiệm kỳ Đại hội VIII (2023-2028) |                                 |                                                 |